# Central Cebu Protected Landscape
Central Cebu Protected Landscape, (afgekort: CCPL), is een beschermd natuurgebied in de bergen en stroomgebieden van centraal Cebu in de Filipijnen.
Het gebied werd in 2007 door Senate Bill No.2532 uitgeroepen tot beschermd gebied en is samengesteld uit de volgende gebieden: Sudlon National Park, Cebu Central National Park, Mananga River Watershed Forest Reserve, Kotkot-Lusaran Watershed Forest Reserve en Buhisan Watershed Forest Reserve. Het totale gebied is 29.062 hectare groot en ligt binnen de grenzen van steden als Cebu City, Danao City, Talisay City en Toledo City en de gemeenten Balamban, Compostela, Consolacion, Liloan en Minglanilla.
In het gebied leven ongeveer 74 Filipijns-endemische diersoorten, zoals de Cebu-honingvogel, de Cebu-shamalijster, Dubois' boszanger, de leikruinbuulbuul, Winchells ijsvogel en de Filipijnse buisneusvleermuis. Elf daarvan worden ernstig in hun voortbestaan bedreigt en zijn door de IUCN geclassificeerd als "kritiek". Van de Cebu-honingvogel dacht men dat deze reeds uitgestorven was tot de soort in 1992 werd herontdekt. Daarnaast leven in het gebied vele endemische plantensoorten, waaronder de Cebu cinnamon en een zeer zeldzame en nog niet beschreven orchidee (Flinkingeria sp.).
Senator Pia Cayetano, de initiator van de wet, verklaarde bij het uitroepen van Centraal Cebu tot beschermd gebied dat "de wet pogingen om het terugdringen van de achteruitgang van de regenwouden en stroomgebieden zou ondersteunen en het gebied zou beschermen tegen verdere aantasting door menselijke activiteiten zoals stroperij, illegale houtkap en biopiraterij".